# Stazione di Salviati
Stazione di Salviati 2012-ben bezárt vasútállomás Olaszországban, Firenze településen, a Villa Salviati közelében.

## Vasútvonalak
Az állomást az alábbi vasútvonalak érintették:
- Firenze–Faenza-vasútvonal

## Kapcsolódó állomások
A vasútállomáshoz az alábbi állomások vannak a legközelebb:
- Stazione di Pian di Mugnone
- Stazione di Il Cionfo